# Викторија Рајичић
Викторија Рајичић (Мелбурн, 7. април 1994) је аустралијска тенисерка српског порекла. Постала је професионалац након што је играла у првом кругу турнира ВТА у у дублу на међународном турниру у Сиднеју дана 9. јануара 2011. године. У октобру 2013. године постала је 279. место на свету.

## Биографија
Рајичић са пребивалиштем у Мелбурну, тренирао је Крис Махони.
Добила је вилд цард у главној мрежи Отворено првенство Аустралије 2009 године у женски сингл odsustvo. Касније у априлу стигла је до финала јесењег националног такмичења Оптус 16с одржаног у рекреативном клубу Глен Ирис Валлеи у Глен Ирис, Вицториа. У октобру је представљала Аустралију на јуниорском купу  Сан Луис Потоси у Мексику.
Године 2011. Рајичић је изгубила у првим квалификационим рундама Сиднеј и Аустралијан Опена у синглу. Играла је у дублу на међународном турниру у Сиднеју и Аустралијан Опену, али је оба пута изгубила у првом колу.
Рајичићева је започела нову сезону играјући на квалификационом турниру Апиа Интернашнл 2012 у Сиднеју. У првом колу победила је Ану Татишвили, али је у другом поражена од Полоне Херзог.
У марту 2013. године, Рајичићева је освојила своју прву титулу победивши Јурику Сему у Бундабергу у два сета заредом. У октобру се попела за 18 места на рекордно 290. место у каријери након што је у Перту стигла до четвртфинала турнира вредног 25.000 долара.
Четири године касније, у октобру 2017. године, одиграла је свој последњи меч у професионалном тенису.